# Los Panchos
Los Panchos, aussi connus sous le nom Trio Los Panchos, est un trio musical romantique formé dans les années 1940 mondialement connu pour ses boléros.

## Histoire du groupe
Il fut formé à New York en 1944, par deux Mexicains, Alfredo "El Güero" Gil (1915-1999) et José de Jesús "Chucho" Navarro (1913-1993), et un portoricain, Hernando Avilés (1914-1986). Aviles et Navarro jouaient de la guitare et Gil du requinto, les trois étant vocalistes ,,,.
Au cours des années 1940, ils enregistrent un album (dénommé ainsi sur le label du disque, il s'agit en fait d'un single) pour Pilotone Records (n ° de catalogue P45 5067, P45 5069) avec Alfredo Antonini qui dirige son Viva America Orchestra avec John Serry (père)- accordéoniste. Les sélections musicales comprenaient: La Palma(une danse cueca chilienne) et Rosa Negra (une conga) [réf. à confirmer].
En 1981, Alfredo Gil se retire, laissant Chucho Navarro aux commandes du groupe. Celui-ci embauchera plusieurs joueurs de requinto pour remplacer Gil.
Los Panchos ont acquis une renommée internationale avec leurs boléros romantiques, en particulier en Amérique latine, où au début de la seconde partie du XXe siècle, ils étaient encore honorés comme l'un des trios les plus célèbres de tous les temps. Ils ont vendu des millions d'exemplaires de leurs disques 78 tours et albums LP quelques années après leur création.

## Liste des leaders vocaux successifs du groupe
- Hernando Avilés de 1944 à 1951,
- Raúl Shaw Moreno (1923-2003) de 1951 à 1952,
- Julito Rodríguez (1925-2013) de 1952 à 1958,
- Johnny Albino (1919-2011) de 1958 à 1966,
- Enrique Cáceres (1934-2011) de 1966 à 1971,
- Ovidio Hernández (1933-1976) de 1971 à 1976,
- Rafael Basurto Lara (1941-) de 1976 à nos jours.